# Рамгарх (округ)
Рамгарх (хинди रामगढ़ जिला; англ. Ramgarh) — округ в индийском штате Джаркханд. Образован 12 сентября 2007 года. Административный центр — город Рамгарх. Площадь округа — 1211 км². По данным всеиндийской переписи 2001 года население округа составляло 839 482 человека.

## История
В августе 1942 года здесь был открыт учебный центр по подготовке и оснащению войск гоминьдана западными союзниками (обученные здесь подразделения получали американское вооружение).